# Krew na piasku (film 1922)
Krew na piasku (ang. Blood and Sand) – amerykański film z 1922 roku w reżyserii Freda Niblo. Adaptacja powieści Vicente Blasco Ibáñeza.

## Obsada
- Rudolf Valentino jako Juan Gallardo
- Rosa Rosanova jako wdowa Gallardo
- Leo White jako Antonio
- Rosita Marstini jako Encarnacion
- Lila Lee jako Carmen
- Charles Belcher jako Don Joselito
- Fred Becker jako Don Jose
- George Field jako El Nacional
- Jack Winn jako Potaje
- Gilbert Clayton jako Garabato